# 库德 (查谟-克什米尔邦)
库德（Kud），是印度查谟-克什米尔邦Udhampur县的一个城镇。总人口1140（2001年）。

## 人口
该地2001年总人口1140人，其中男性611人，女性529人；0—6岁人口163人，其中男87人，女76人；识字率58.68%，其中男性为68.58%，女性为47.26%。